# District de Temeke

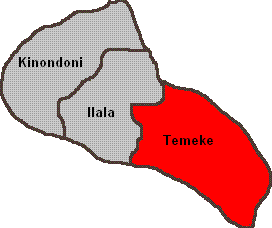
Région de Dar Es Salaam, avec le district de Temeke en rouge

Le district de Temeke est un district de la région de Dar es Salaam en Tanzanie.
Selon le recensement national de 2002, la population est de 768 451 habitants, pour une superficie de 786.5 km2.

## Subdivions
Le district de Temeke est découpé en 24 subdivions :
- Azimio
- Chamazi
- Chang'ombe
- Charambe
- Keko
- Kigamboni
- Kibada
- Kimbiji
- Kisarawe
- Kurasini
- Makangarawe
- Mbagala
- Miburani
- Mjimwema
- Mtoni
- Pemba Mnazi
- Sandali
- Somangira
- Tandika
- Temeke
- Toangoma
- Vijibweni
- Yombo Vituka